# Magic Roundabout (Swindon)

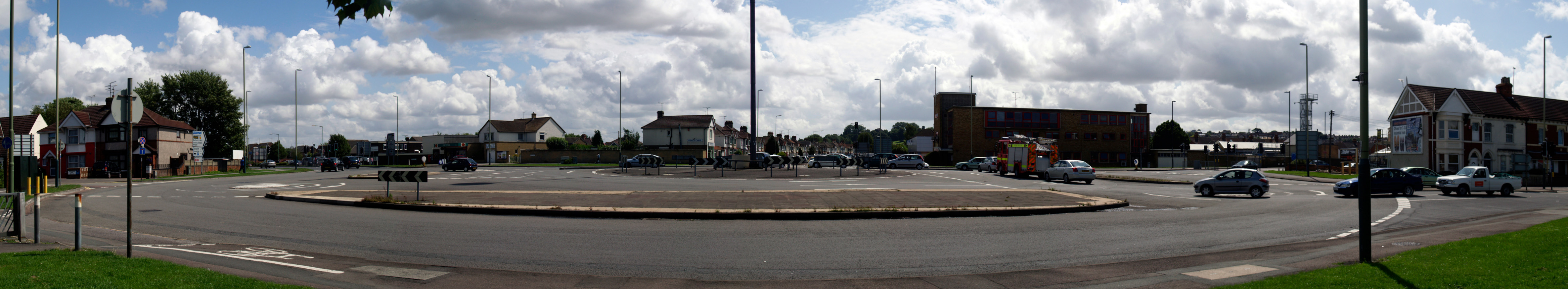
Widok na magiczne rondo w Swindon

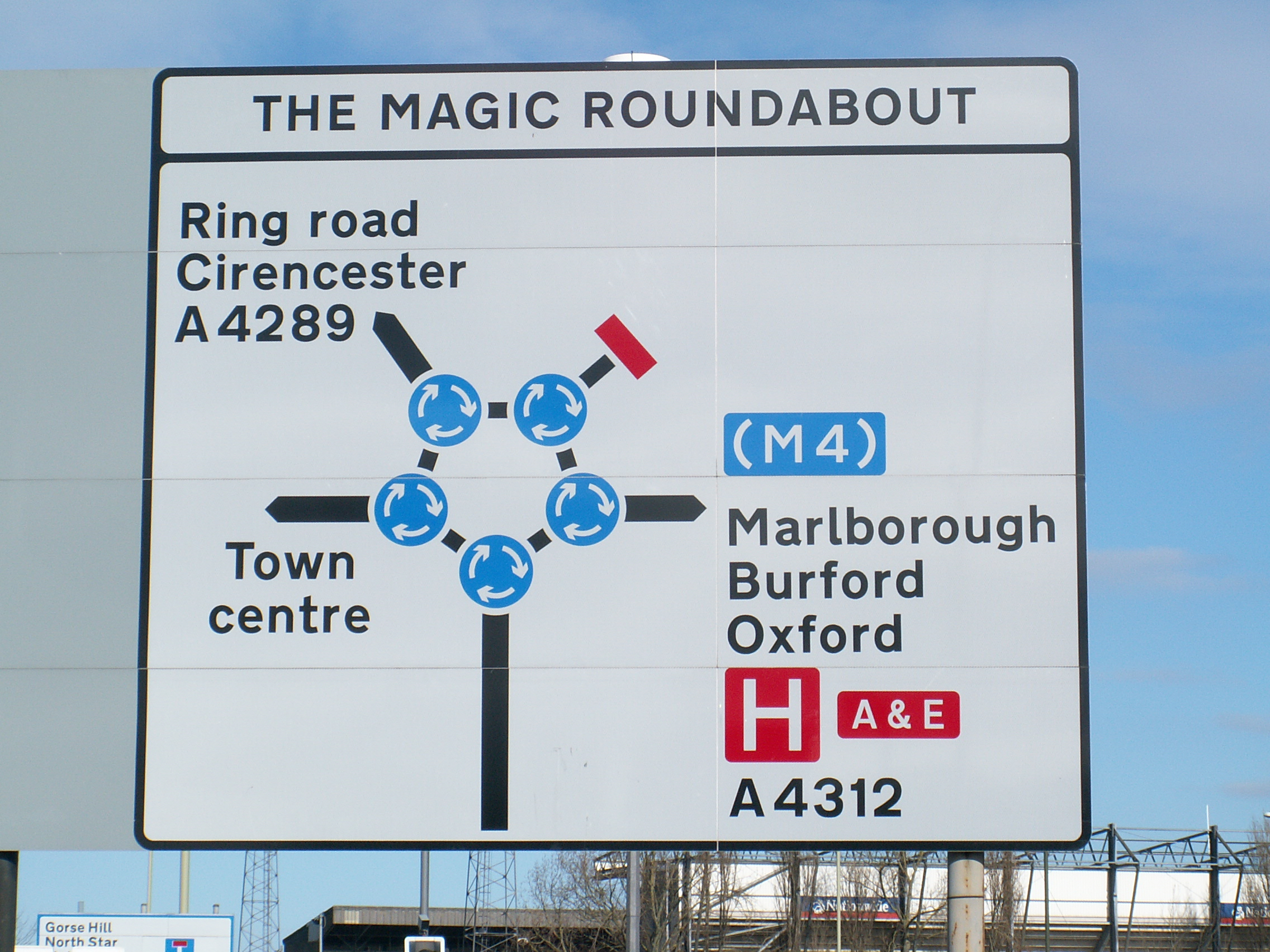
Znak informujący o magicznym rondzie w mieście Swindon

Plan ronda w Swindon

Magic Roundabout, po polsku określane również jako magiczne rondo i skrzyżowanie pierścieniowe – skrzyżowanie w centrum Swindon, w Wielkiej Brytanii.
Zostało zbudowane w 1972 roku, według projektu Franka Blackmore’a, pracownika instytutu badawczego Road Research Laboratory. Rondo łączy pięć dróg i składa się z dwukierunkowej drogi wokół centralnej wyspy, z pięcioma mini-rondami spotykającymi się z drogami wjazdowymi. Podstawowym założeniem twórców skrzyżowania było zapewnienie możliwie największej płynności ruchu drogowego; spełnia ono to zadanie lepiej niż tradycyjne rondo. Chociaż wyniki w zakresie bezpieczeństwa są dobre, wielu kierowców uważa system ronda za zastraszający, a niektórzy kierowcy robią wszystko, aby go uniknąć. W 2009 roku zostało ono uznane za czwarte „najstraszniejsze” skrzyżowanie w Wielkiej Brytanii.
Nazwa Magic Roundabout, pierwotnie potoczna, została oficjalnie przyjęta dla tego ronda w latach 80. XX wieku. Pochodzi od popularnego serialu dla dzieci pt. The Magic Roundabout, który bazował na francuskiej Czarodziejskiej karuzeli (Le Manège Enchanté).
Magiczne rondo w Swindon jest najstarszym skrzyżowaniem tego typu. Podobne skrzyżowania powstały w późniejszych latach w kilku innych brytyjskich miastach, m.in. w Hemel Hempstead (1973) i Colchesterze (1992).